# Mechtchanski
Mechtchanski (russe : Мещанский район) est un arrondissement du centre de Moscou, situé au nord du district administratif central. 
Mechtchanski est, avec le district Tverskoï, celui qui s'étend au nord de Kitai-Gorod à Kamer-Kollejski Val.
 
Frontière occidentale avec le district de Tverskoï l'ancien cours de la rivière Neglinnaïa qui coule maintenant dans un tunnel sous la rue Samotechnaïa, le boulevard Tverskoï et rue Neglinnaïa.

La frontière orientale avec le district Krasnosselski suit la rue Bolchaïa Loubianka et la rue Sretenka, puis un bloc à l'est de la Prospekt Mira.
Le quartier contient une partie de la rue du Pont des Forgerons (Kouznetski Most), le monastère de la Nativité et le boulevard de la Nativité, le Stade olympique et une rangée de bâtiments néoclassiques, d'un palais au nord de la ceinture des Jardins. Il abrite le siège du Service fédéral de sécurité sur la place Loubianka, le siège de la Banque centrale de Russie, celui du Spetssviaz et d'autres organismes gouvernementaux.